# Марк Валерій Левін
Марк Вале́рій Леві́н (лат. Marcus Valerius Laevinus, ? — після 203 до н. е.) — політичний, державний та військовий діяч Римської республіки, консул 220 і 210 років до н. е., учасник Другої Пунічної війни.

## Біографія
Походив з патриціанського роду Валеріїв. Син Публія Валерія Левіна.
У 229 році до н. е. став курульним еділом. У 228 році став претором, під керування отримав Сардинію.
У 220 році до н. е. його було обрано консулом разом з Квінтом Муцієм Сцеволою. Втім не зумів відбути усю каденцію — внаслідок внутрішніх інтриг римський сенат змусив консулів скласти свої повноваження.
У 215 році до н. е. став претором для ведення справ між римськими громадянами і чужоземцями або між самими чужоземцями (лат. Praetor peregrinus). Командував гарнізоном Брундизія, відповідав на безпеку калабрійського узбережжя проти спроб Філіпа V, царя Македонії, прийти на допомогу Ганнібалу. У 214 році до н. е. як пропретор діяв в Іллірії, захопивши міста Орік та Аполлонію. У 211 році до н. е. як посол приїздив до Етолійського союзу, який він переконав виступити проти Македонії. Того ж року допоміг етолійцям розбити македонян, а захоплений острів Закінф передав Етолійському союзу.
У 210 році до н. е. його вдруге було обрано консулом, цього разу разом з Марком Клавдієм Марцеллом. Як провінцію отримав Сицилію, де висадилися карфагеняни. Висадившись на острові, Валерій зумів зайняти його східну частину. Згодом скористався з чвар у таборі супротивника, рушив до Акраганту. Тут на його бік перейшов очільник карфагенської кінноти Муттон. Після цього Марк Валерій розбив карфагенського військовика Ганнона. Вслід за цим з флотом у 100 кораблів рушив до Африки, де спустошив володіння Карфагену поблизу Клупеї. Тут він також розбив карфагенський флот з 83 кораблів.
У 207 році до н. е. він спустошив африканські землі поблизу Утіки та Карфагену. У 206 році до н. е. Марк Валерій повернувся до Риму.
У 205 році до н. е. очолив римське посольство до Аттала I Сотера, володаря Пергаму, в якого отримано дозвіл на перевезення до Риму статуї богині Кібели. Помер Марк Валерій Левін між 203 та 200 роками до н. е.